# Green Screen

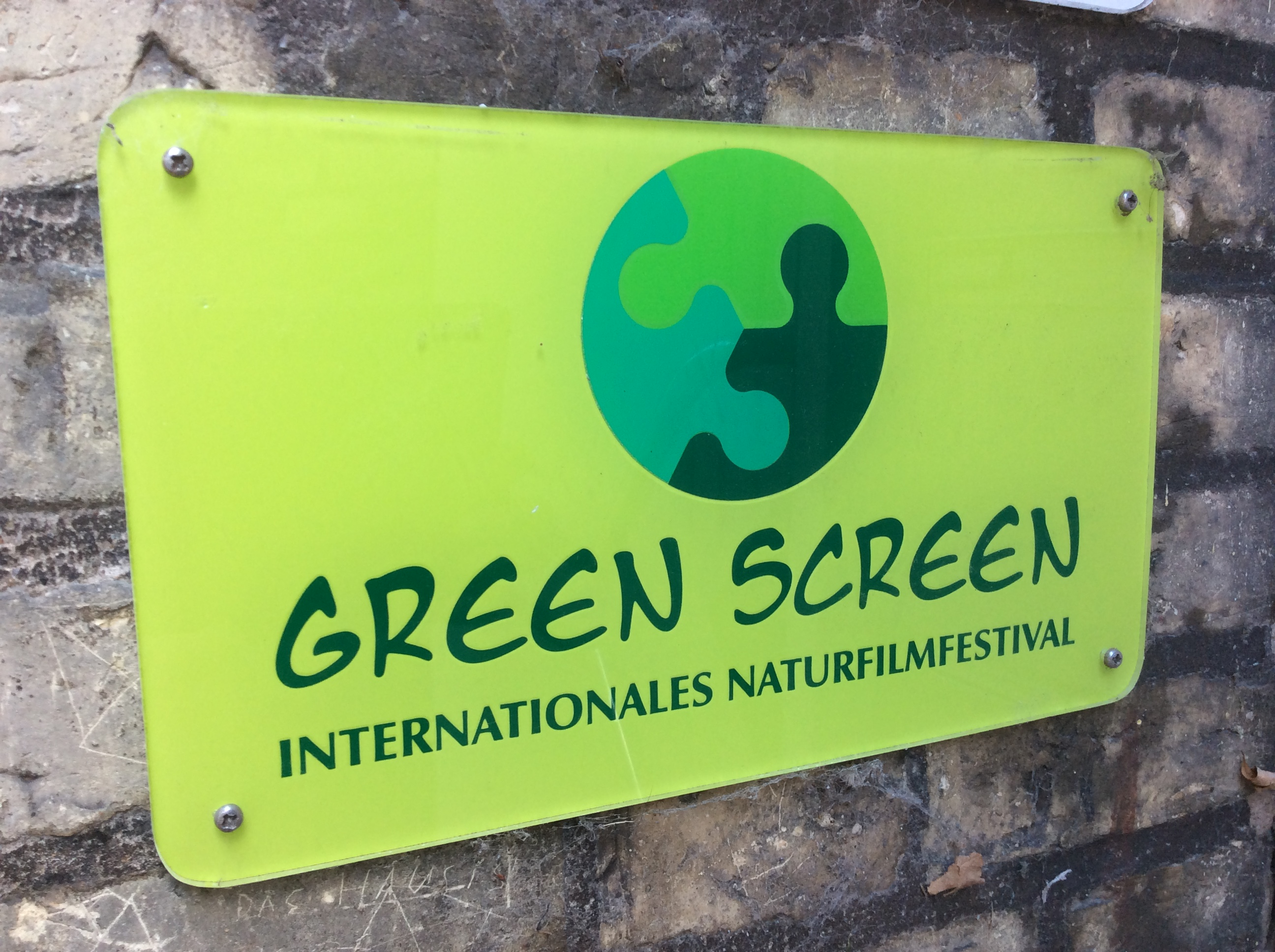
Logo und Schriftzug von GREEN SCREEN auf dem Schild am Eingang des Organisationsbüros.

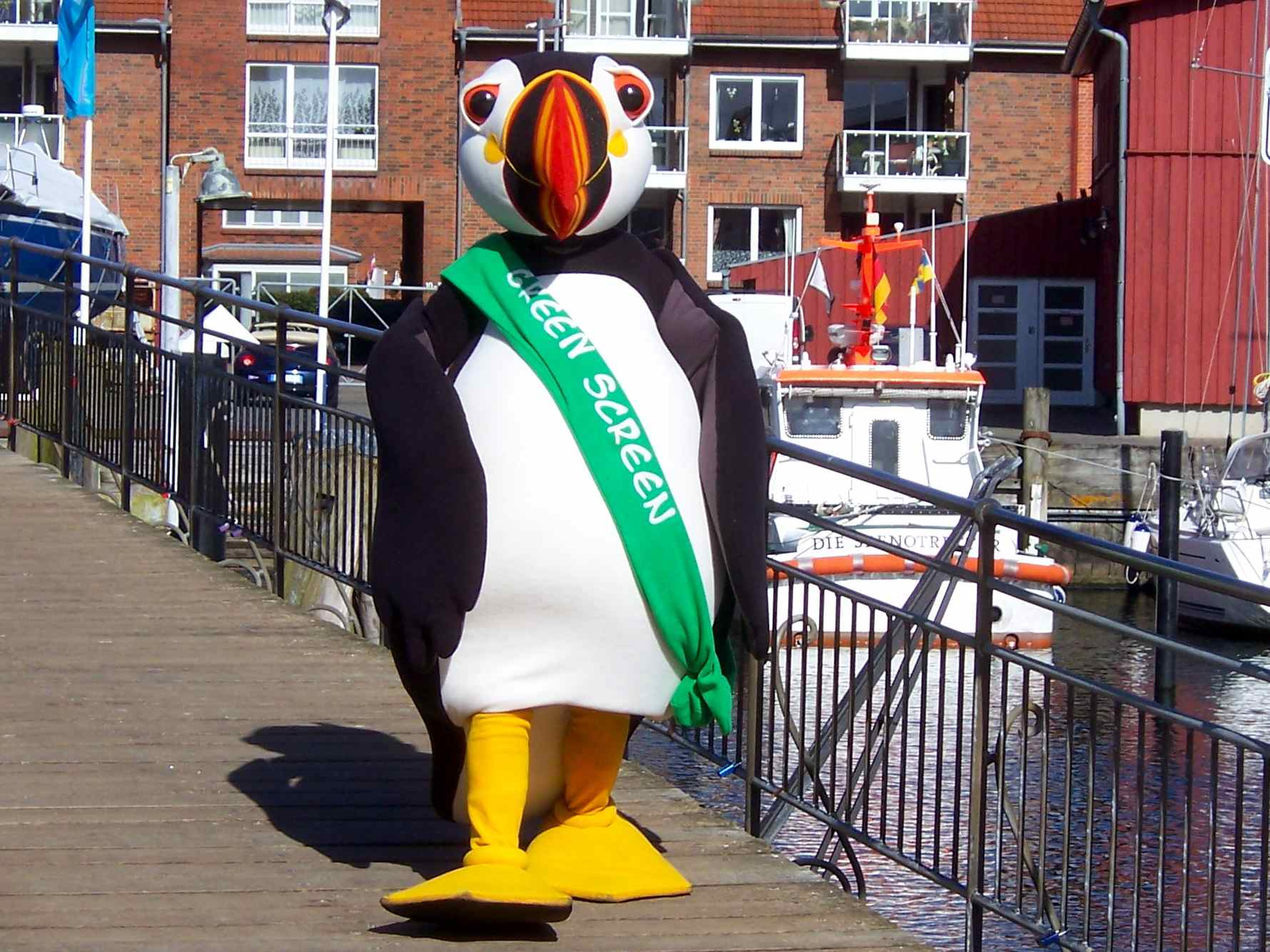
Das Maskottchen des Festivals

Green Screen ist ein seit 2007 jährlich stattfindendes internationales Naturfilmfestival in Eckernförde.

## Filmfestival
Im Ostseebad Eckernförde und benachbarten Orten in Schleswig-Holstein werden im September fünf Tage lang um die 100 aktuelle Naturdokumentarfilme gezeigt. Mit rund 30.000 Besuchern ist es das größte Naturfilmfestival in Europa. Das Festival präsentiert vorrangig ästhetische Naturfilme, dazu ökologisch-kritische Beiträge. Neben NaturVision zählt Green Screen zu den größten internationalen Natur- und Tierfilmfestivals in Deutschland.

## Filmwettbewerb
Jedes Jahr werden mehr als zweihundert Filme bei der Jury eingereicht und bewerben sich um Preise in zahlreichen Kategorien. Zu den in der Fachwelt begehrten Preisen gehört seit 2008 der mit 7.500 Euro (vormals 5.000 Euro) dotierte Heinz Sielmann Filmpreis, gestiftet von der Heinz Sielmann Stiftung.

## Branchentreff
Green Screen ist Treffpunkt für Filmemacher und Programmverantwortliche von Fernsehsendern aus aller Welt. Neben dem Branchentreff bietet das Festival Fachseminare für Filmemacher und Filmproduzenten.

## Naturfilmpädagogik
Green Screen betont die naturpädagogische Arbeit mit Kindern und Jugendlichen, von denen jährlich rund 8.000 erreicht werden. Sie diskutieren mit Filmemachern und Wissenschaftlern über die gezeigten Filme oder produzieren unter Anleitung selbst Naturdokumentationen. Das Festival will insbesondere junge Menschen für den Schutz der Natur sensibilisieren. Seit 2013 gibt es die Green Screen Schulkinowochen: In Zusammenarbeit mit Schulen werden Vorstellungen von Naturdokumentarfilmen für Schülerinnen und Schüler organisiert.

## Geschichte
Green Screen besteht seit 2007 und ist seit seiner Gründung kontinuierlich gewachsen. Von den zuletzt 30.000 Besuchern kommen rund 15.000 zu den Festivaltagen und weitere 15.000 zu Filmvorführungen während des Jahres im norddeutschen Raum.

## Organisation
Hinter dem Festival steht der 2006 gegründete „Förderverein GREEN SCREEN Eckernförde e. V.“. Ziel des Vereins ist der Aufbau und die dauerhafte Unterstützung eines Internationalen Naturfilmfestivals in Eckernförde. Der seit 2007 als gemeinnützig anerkannte Verein hat etwa 240 Mitglieder.
Festivalleiter war von Anfang an bis 2016 Gerald Grote, der das Amt an Dirk Steffens übergeben hat. Im Organisationsbüro ist Markus Behrens hauptamtlicher Geschäftsführer. Seit der Gründung des Festivals engagieren sich jedes Jahr über 100 ehrenamtliche Helferinnen und Helfer in Eckernförde. Finanziert wird das Festival von zahlreichen regionalen Sponsoren. Das breite ehrenamtliche Engagement und die regionalen Sponsoren belegen seit Jahren die große Akzeptanz und das hohe Ansehen des Festivals sowie dessen starke Verwurzelung in der Region.

## Preisträger (Auswahl)
Eine detailliertere Aufstellung findet sich in der Liste der Green-Screen-Preisträger.

### 2007
- Bester Film: Die Wiese, Jan Haft, Deutschland 2005[4]
- Beste Kamera: Wild ist der Weste(r)n, Kamera: Stephan Mussil; Regie: M. Christ, Harald Pokieser. Österreich 2005

Liste aller Preisträger 2007

### 2008
- Bester Film: Die Türkei, Regie: Jan Haft. Deutschland 2007[5]
- Heinz-Sielmann-Filmpreis: Prinz der Alpen, Regie: Klaus Feichtenberger, Otmar Penker. Österreich 2007
- Bester Meeresfilm: Das Geheimnis der Buckelwale, Regie: Daniel Opitz. Deutschland 2007
- Beste Kamera: Parting Lands, Regie: Zoltan Török. Ungarn 2006

Liste aller Preisträger 2008

### 2009
- Bester Film: Wildes Russland, Filmreihe NDR Naturfilm, Regie: Tom Synnatzschke, Oliver Goetzl, Uwe Anders, Tobias Mennle, Henry M. Mix, Christian Baumeister. Deutschland 2008[6]
- Heinz-Sielmann-Filmpreis: Eisbären können nicht weinen, Regie: Thomas Behrend. Deutschland 2008
- Bester Meeresfilm: Die Kraken vom Stromboli, Regie und Kamera: Sigurd Tesche, Deutschland, 2007
- Beste Kamera: Mythos Wald, Kamera: Jan Haft, Kay Ziesenhenne, Regie: Jan Haft. Deutschland 2008 + „Das Havelland“, Kamera und Regie: Christoph Hauschild. Deutschland 2008

Liste aller Preisträger 2009

### 2010
- Bester Film: Mount St. Helens – Der Vulkan lebt, Regie: Jörg Daniel Hissen, Heinz Leger. Österreich 2010[7]
- Heinz-Sielmann-Filmpreis: Wilde Pyrenäen – Berge des Lichts, Regie: Jürgen Eichinger. Deutschland 2009/2010
- Bester Meeresfilm: Andrea: Queen of Mantas, Regie: Mark Woodward. Großbritannien 2009
- Beste Bildgestaltung: Das Kornfeld – Dschungel für einen Sommer, Regie: Jan Haft. Kamera: Kay Ziesenhenne, Jan Haft, Felix Pustal. Deutschland 2010

Liste aller Preisträger 2010

### 2011
- Bester Film: „Wildes Skandinavien – Norwegen“, Regie: Jan Haft. Deutschland 2010[8]
- Heinz-Sielmann-Filmpreis: Den Heinz-Sielmann-Filmpreis erhielt in diesem Jahr der Förderverein Greenscreen e. V.
- Bester Meeresfilm: „Terra Y: Universum der Ozeane (Teul 1)“, Regie: Stefan Schneider. Deutschland 2010
- Beste Bildgestaltung: „Sambesi Teil 1 + 2“ Regie: Michael Schlamberger, Rolando Menardi. Österreich 2010

Liste aller Preisträger 2011

### 2012
- Bester Film: „Sahara: Life on the Edge“, Regie: Richard Kirby, Bill Markham. Australien 2011[9]
- Heinz-Sielmann-Filmpreis: „Fledermäuse – Warte bis es dunkel wird“ Regie: Dietmar Nill. Deutschland 2011
- Bester Meeresfilm: „Jaws Comes Home“, Regie: Nick Stringer, Nick Caloyianis. Großbritannien 2011
- Beste Bildgestaltung: „Puma – Unsichtbarer Jäger der Anden“ Regie: Uwe Müller. Deutschland 2011

Liste aller Preisträger 2012

### 2013
- Bester Film „Wild Africa – Kalahari“ Regie: Mike Gunton, James Honeyborne. Großbritannien, 2011[10]
- Heinz-Sielmann-Filmpreis: Der Naturfilm-Pionier Sir David Attenborough erhielt den Preis für sein Lebenswerk.
- Bester Meeresfilm: „Thunfische Jäger der Meere“ Regie: Rick Rosenthal. USA, 2012
- Beste Kamera: „The Unlikely Leopard“ Regie: Dereck und Beverly Joubert. Südafrika, 2012

Liste aller Preisträger 2013

### 2014
- Bester Film: „Penguins-Spy in the Huddle (Pinguine hautnah)“ Regie: John Downer. England, 2013[11]
- Heinz-Sielmann-Filmpreis: „Die Rückkehr der Raubtiere – Wolf, Luchs und Bär auf dem Vormarsch“ Regie: Holger Vogt. Deutschland, 2013
- Bester Meeresfilm: „Legends of the Deep: Deep-Sea Sharks“ Regie: Yoshio Yuki, Leslie Schwerin. Japan/USA 2013
- Beste Kamera: „Australien – Im Reich der Riesenkängurus“ Regie: Thoralf Grospitz & Jens Westphalen. Deutschland 2014

Liste aller Preisträger 2014

### 2015
- Bester Film: „Amerikas Naturwunder – Saguaro“ Regie: Henry M. Mix, Yann Sochaczewski. Deutschland 2015[12]
- Heinz-Sielmann-Filmpreis: „Warum sterben die Bienen?“ Regie: Christoph Würzburger. Deutschland 2014
- Bester Meeresfilm: „Shark Girl“ Regie: Gisela Kaufmann. Australien, 2013
- Beste Kamera: „Life Force 2 – The Arid Namib“ Regie: Makoto Kita. Japan/Neuseeland, 2014

Liste aller Preisträger 2015

### 2016
- Bester Film: „Zurück zum Urwald – Nationalpark Kalkalpen“ Regie: Rita Schlamberger[13][14]
- Heinz-Sielmann-Filmpreis: „Wildes Deutschland – Der Chiemsee“ Regie: Jan Haft
- Bester Meeresfilm: „Die Eroberung der Weltmeere und die Macht der Wissenschaft“ Buch und Regie: Max Mönch und Alexander Lahl
- Beste Kamera: „Wüstenkönige – Die Löwen der Namib“ Buch und Regie: Will und Lianne Steenkamp

Liste aller Preisträger 2016

### 2017
- Bester Film: The Ivory Game, Regie: Kief Davidson, Richard Ladkani[15]
- Heinz-Sielmann-Filmpreis: Zugvögel, Regie: Petra Höfer, Freddie Röckenhaus
- Beste Kamera: Wildes Neuseeland – Im Reich der Extreme, Regie: Robert Morgenstern, Mark Flowers, Kamera: Robert Morgenstern, Pim Niesten, James Reardon, Moritz Katz, Christina Karliczek-Skoglund, Alexander Haßkerl
- Bester Wissenschaftsfilm: Zugvögel, Regie: Petra Höfer, Freddie Röckenhaus
- Bester Meeresfilm: Auf Leben und Tod – Das Meer, Regie: Hugh Pearson

Liste aller Preisträger 2017

### 2018
- Bester Film: White Wolves, Regie: Oliver Goetzl[16]
- Heinz-Sielmann-Filmpreis: Überraschungseier, Regie: Volker Arzt, Dietmar Nill
- Beste Kamera: Magie der Fjorde , Regie: Jan Haft, Kamera: Jan Haft, Kay Ziesenhenne, Tobias Friedrich, Florian Graner, Max Kölbl
- Bester Wissenschaftsfilm: Nacktmulle , Regie: Herbert Ostwald
- Bester Meeresfilm: Galapagos – Im Bann der Meeresströmungen, Regie: Thomas Behrend

Liste aller Preisträger 2018

### 2019
- Bester Film: Herrscher einer vergessenen Welt – Biokos Drills , Regie: Oliver Goetzl, Kamera: Justin Jay, Tania Escobar Orihuela, Ivo Nörenberg[17]
- Heinz-Sielmann-Filmpreis: plan b: Die Wächter der Bäume , Regie: Melanie Jost, Kamera: Gerardo Milsztein, Ion Casado
- Beste Kamera: Die Weihnachtsinsel & der Palmendieb, Regie: Moritz Katz, Braydon Moloney, Kamera: Moritz Katz, Braydon Moloney, Pim Niesten
- Bester Wissenschaftsfilm: Saving Planet Earth: Fixing a Hole, Regie: Jamie Lochhead
- Bester Meeresfilm: Das Wesen der Wale, Regie: Rick Rosenthal

### 2020
- Bester Film: My Octopus Teacher, Regie: Pippa Ehrlich, James Reed, Kamera: Roger Horrocks, Craig Foster[18]
- Heinz-Sielmann-Filmpreis: The Elephant Queen Regie: Victoria Stone, Mark Deeble, Kamera: Mark Deeble
- Beste Kamera: Okawango – Fluss der Träume: Wüstenwelt Regie: Dereck Joubert, Kamera: Dereck Joubert, Taylor Turner
- Bester Wissenschaftsfilm: Auf dünnem Eis Regie: Boas Schwarz, Henry M. Mix Kamera: Boas Schwarz, Vladimir Filippov
- Bester Meeresfilm: My Octopus Teacher, s. o.

### 2021
- GREEN SCREEN Naturfilmpreis: [19]
  - Tagebuch einer Biene, Regie: Dennis Wells, Kamera: Brian McClatchy
  - Wild Horses – A Tale From The Puszta, Regie: Zoltán Török, Kamera: Jan Henriksson, Zoltán Török, Atte Henriksson
- Heinz-Sielmann-Filmpreis: Stilles Land – Vom Verschwinden der Vögel, Regie & Kamera: Heiko De Groot
- Beste Kamera: Olimba, Königin der Leoparden, Regie: Will Steenkamp, Lianne Steenkamp, Kamera: Lianne Steenkamp
- Bester Wissenschaftsfilm: To the heart of the social network : Neighbourhood quarrels of the Columbian ground squirrel, Regie & Kamera: Aurélien Prudor
- Bester Meeresfilm: Ocean Super Predators, Regie: John Jackson, Jérôme Julienne, Kamera: John Jackson, Thomas Labourasse, Alexis de Favitski

### 2022
- GREEN SCREEN Naturfilmpreis: Waves beneath the Water, Regie: Arthur de Bruin[20]
- Heinz-Sielmann-Filmpreis:
  - The Elephant and the Termite, Regie Victoria Stone
  - Wild Isles, Regie: Jon Cleave
- Beste Kamera: Naturwunder Gemüsegarten – Die große Welt der kleinen Tiere, Regie & Kamera: Guilaine Bergeret und Rémi Rappe
- Bester Wissenschaftsfilm: Insektenkiller – Wie Chemieriesen unser Ökosystem zerstören, Regie: Sylvain Lepetit und Miyuki Droz Aramaki
- Bester Meeresfilm: From the Wild Sea, Regie: Robin Petré

### 2023
- GREEN SCREEN Naturfilmpreis: Kaktus Hotel, Regie: Yann Sochaczewski
- Heinz-Sielmann-Filmpreis:
  - Patrick and the Whale, Regie: Mark Fletcher

- Beste Kamera: Der Ozean – Oase des Lebens., Kamera: Howard Hall
- Bester Wissenschaftsfilm: Planet Soil
- Bester Meeresfilm: Patrick and the Whale
- Nordischer Naturfilmpreis: Unsere Meere – Naturwunder Ostsee
- Green Report: Die Recyclinglüge
- Bester innovativer Film: Land
- Bester Newcomer: The Halcyon Days
- Publikumspreis: Geheimnisvolles Tschechien – Ein Land wie im Märchen[21]

### 2024
- Green Screen Naturfilmpreis: Die geheime Welt der Tiere – Unter Wölfen, Regie: Axel Gebauer
- Heinz-Sielmann-Filmpreis: Patrick and the Whale, Regie: Mark Fletcher
- Nordischer Naturfilmpreis: Une année parmi les loups (dt.: Ein Jahr Unter Wölfen), Regie: Olivier Larrey, Tangouy Dumortier
- Green Report: Wenn jeder Atemzug gefährlich ist, Regie: Jess Kelly
- Beste Kamera: A Real Bugs Life, Regie: Alex Ranken, Bill Markham / Kamera: Simon de Glanvilles, Robert Hollingworth, Nathan Small, Dale Hudson, Matt Langbehn, Alec Davy
- Publikumspreis: Der Sturm, Regie: Michael Gärtner, Robin Jähne[22]

Liste aller Preisträger 2024